# Rio Cereşeg
O Rio Cereşeg é um rio da Romênia, afluente do Crişul Negru, localizado no distrito de Bihor.